# سیارک ۱۹۸۷۵
سیارک ۱۹۸۷۵ (به انگلیسی: 19875 Guedes، نامگذاری:6791P-L) نوزده هزار و هشتصد و هفتاد و پنجمین سیارک کشف شده‌است که در ۲۴ سپتامبر ۱۹۶۰ کشف شد.